# حسين الغازي
حسين الغازي، من مواليد 7 مايو 1990 في اليمن، لاعب كرة قدم يمني .

## مسيرتة الكروية
- اللعب لأندية النخبة في اليمن : أهلي تعز – الشعلة ( عدن ) – الصقر ( تعز ) – التلال ( عدن ) – العروبة ( صنعاء )
- تحقيق المركز الثالث 2007 / 2008 مع نادي الصقر في بطولة الدوري العام .
- تحقيق وصافة الدوري 2008 / 2009 مع نادي التلال في بطولة الدوري العام .
- تحقيق بطولة الكأس( كأس رئيس الجمهورية ) 2008 / 2009 مع نادي التلال في بطاولة الدوري العام .
- تحقيق وصافة الدوري 2009 / 2010 مع نادي التلال في بطولة الدوري العام .
- تحقيق بطولة كأس السوبر اليمني 2008 / 2009 مع نادي العروبة.

## الإنجازات ( مع المنتخبات الوطنية )
- ممثل المنتخبات اليمنية من عام 2003 حتى عام 2011.
- كابتن المنتخبات ( البراعم – الناشئين – الشباب – الأولمبي ) من موسم 2003 / 2004 إلى موسم 2010 / 2011 .
- تمثيل اليمن في أكثر 34 مباراة دولية مع المنتخبات السنية للمنتخب اليمني .
- تمثيل اليمن في أكثر من 12 مباراة دولية مع المنتخب الوطني .
- تحقيق المركز الرابع في المهرجان الأول لمنتخبات البراعم 2003 .
- التأهل من التصفيات التمهيدية المقامة في قطر لمنتخب الناشئين المؤهلة إلى نهائيات كأس آسيا المقامة في سنغافورا 2005 .
- التأهل من التصفيات التمهيدية المقامة في قطر لمنتخب الشباب المؤهلة إلى نهائيات كأس آسيا المقامة في السعودية 2006 .

## روابط خارجية
- حسين الغازي على موقع ناشيونال فوتبول تيمز (الإنجليزية)
- حسين الغازي على موقع كووورة